# C. Frederick Koelsch
Charles Frederick Koelsch (* 31. Januar 1907 in Boise, Idaho; † 24. Dezember 1999) war ein US-amerikanischer Chemiker. Sein Spezialgebiet war die Organische Chemie.

## Ausbildung
Koelsch studierte Chemie an der University of Wisconsin. 1928 machte er dort den Bachelor of Science und wurde 1931 bei Samuel M. McElvain mit der Arbeit Some reactions involving the ethylene oxide structure zum Ph.D. promoviert. Anschließend arbeitete er knapp zwei Jahre für das National Research Council an der Harvard University.

## Akademischer Werdegang
Koelsch wechselte 1932 an die University of Minnesota. Dort wurde er 1934 zum Assistant Professor berufen und drei Jahre später zum Associate Professor. 1946 nahm er eine Professur an der gleichen Universität an. Dort blieb er bis zu seiner Emeritierung im Jahre 1973. Nach ihm ist das Koelsch-Radikal benannt. Namensgeber ist er auch für die Borsche-Koelsch-Cinnolinsynthese.

## Familie
Koelsch war verheiratet und hatte drei Kinder. Seine Vorfahren kamen aus den Rheinland und wanderten um 1800 nach Amerika aus.

## Auszeichnungen und Mitgliedschaften
- 1934 American Chemical Society Award in Pure Chemistry
- British Chemical Society
- American Chemical Society
- Das Koelsch-Radikal, ein besonders stabiles kohlenstoffzentriertes Radikal wurde nach ihm benannt.[3]